# Военно-морские силы Папуа — Новой Гвинеи
Морской компонент сил обороны Папуа — Новой Гвинеи (англ. Papua New Guinea Defence Force Navy). Задачи поддержка военных операций, патрулирование исключительной экономической зоны, а также помощь гражданскому населению.

## Историческая справка
Папуа — Новая Гвинея до 1975 г. находилась под управлением Австралии. В 1975 г. получила независимость и тогда же были образованы Военно-морские силы. Австралия передала 5 патрульных катеров типа «Аттак», 2 МДК и 3 всп. корабля и катера. Уже в 1980-х гг. в Австралии построили 4 новых патрульных катера, а в Сингапуре закупили вспомогательные корабли. В 1997 г. произвели последнюю закупку патрульных катеров в Сингапуре, после чего вот уже 11 лет корабельный состав не изменялся.

## Современное состояние
На сегодняшний день в составе ВМС служат 200 человек. На вооружении 4 патрульных катера и 2 десантных корабля. Все катера и корабли старой постройки 1970—80-х гг., морально и физически устаревшие.
По словам справочника Джейн, флот плохо финансируется и большую часть своего оборудования требует капитального ремонта. Считается что при таком состоянии флот не может эффективно выполнять свои функции. Как правило только один патрульный катер может немедленно выйти в море, а эксплуатация десантных судов настолько затратна, что их практически не используют. Кроме того, подходит к концу срок службы этих кораблей. Главной заботой флота является борьба с незаконным промыслом тунца японскими судами.

### Корабельный состав
| Номер                   | Имя               | Тип                                     | В составе флота   | Состояние         | Примечания                                                                        |
| Патрульные катера       | Патрульные катера | Патрульные катера                       | Патрульные катера | Патрульные катера | Патрульные катера                                                                 |
| ----------------------- | ----------------- | --------------------------------------- | ----------------- | ----------------- | --------------------------------------------------------------------------------- |
| P01                     | HMPNGS Rabaul     | Патрульные катера Тихоокеанского класса | Май 1987          | в строю           | ех-HMPNGS Tarangau, построен в Австралии в рамках программы совместной обороны.   |
| P02                     | HMPNGS Dreger     | Патрульные катера Тихоокеанского класса | Октябрь 1987      | в строю           | Построен в Австралии в рамках программы совместной обороны.                       |
| P03                     | HMPNGS Seeadler   | Патрульные катера Тихоокеанского класса | Октябрь 1988      | в строю           | Построен в Австралии в рамках программы совместной обороны.                       |
| P04                     | HMPNGS Moresby    | Патрульные катера Тихоокеанского класса | Июль 1989         | в строю           | Ex — HMPNGS Basilisk, построен в Австралии в рамках программы совместной обороны. |
|                         | HMPNGS Aitap      | Воспер 109 футовый                      | 1997              | в строю           | Куплены в Сингапуре, входили в состав флота Сингапура, в плохом состоянии.        |
|                         | HMPNGS Samapia    | Воспер 109 футовый                      | 1997              | в строю           | Куплены в Сингапуре, входили в состав флота Сингапура, в плохом состоянии.        |
|                         | HMPNGS Ladava     | Воспер 109 футовый                      | 1997              | в строю           | Куплены в Сингапуре, входили в состав флота Сингапура, в плохом состоянии.        |
| Малые десантные корабли |                   |                                         |                   |                   |                                                                                   |
| L 31                    | HMPNGS Salamaua   | Десантные корабли класса «Balikpapan»   | Ноябрь 1974       | в строю           | Бывший австралийский.                                                             |
| L 32                    | HMPNGS Buna       | Десантные корабли класса «Balikpapan»   | Ноябрь 1974       | в строю           | Бывший австралийский.                                                             |
| L 33                    | HMPNGS Lakekamu   | Десантные корабли класса «Balikpapan»   | Декабрь 2014      | в строю           | Бывший австралийский «Labuan».                                                    |

Кроме того в состав флота входят следующие вспомогательные корабли.
- Малый буксир SHT 503 с ноября 1974
- Бывшие сингапурские грузовые десантные транспорты Бурфоам, Буркрест, Бурсиа, Бурвейв.
- Тендер Сепура.
- Кроме того в качестве вспомогательных судов используют 2 малых катера и 2 десантных катера

## Будущее
Командование военно-морской флота планирует заменить существующие суда более крупными многоцелевыми корветами, а также изучает возможность закупки 2000 тонного многоцелевого судна, либо преобразования торгового судна, для патрулирования. Но пока этому мешает недостаточное финансирование.

## Префикс кораблей
HMPNGDFS — англ. His/Her Majesty’s Papua New Guinea Defence Force Ship (рус. Его/Её Величества Папуа Новой Гвинеи сил обороны корабль).

## Галерея
- HMPNGS Seedler.jpg